# نوسازی بافت فرسوده

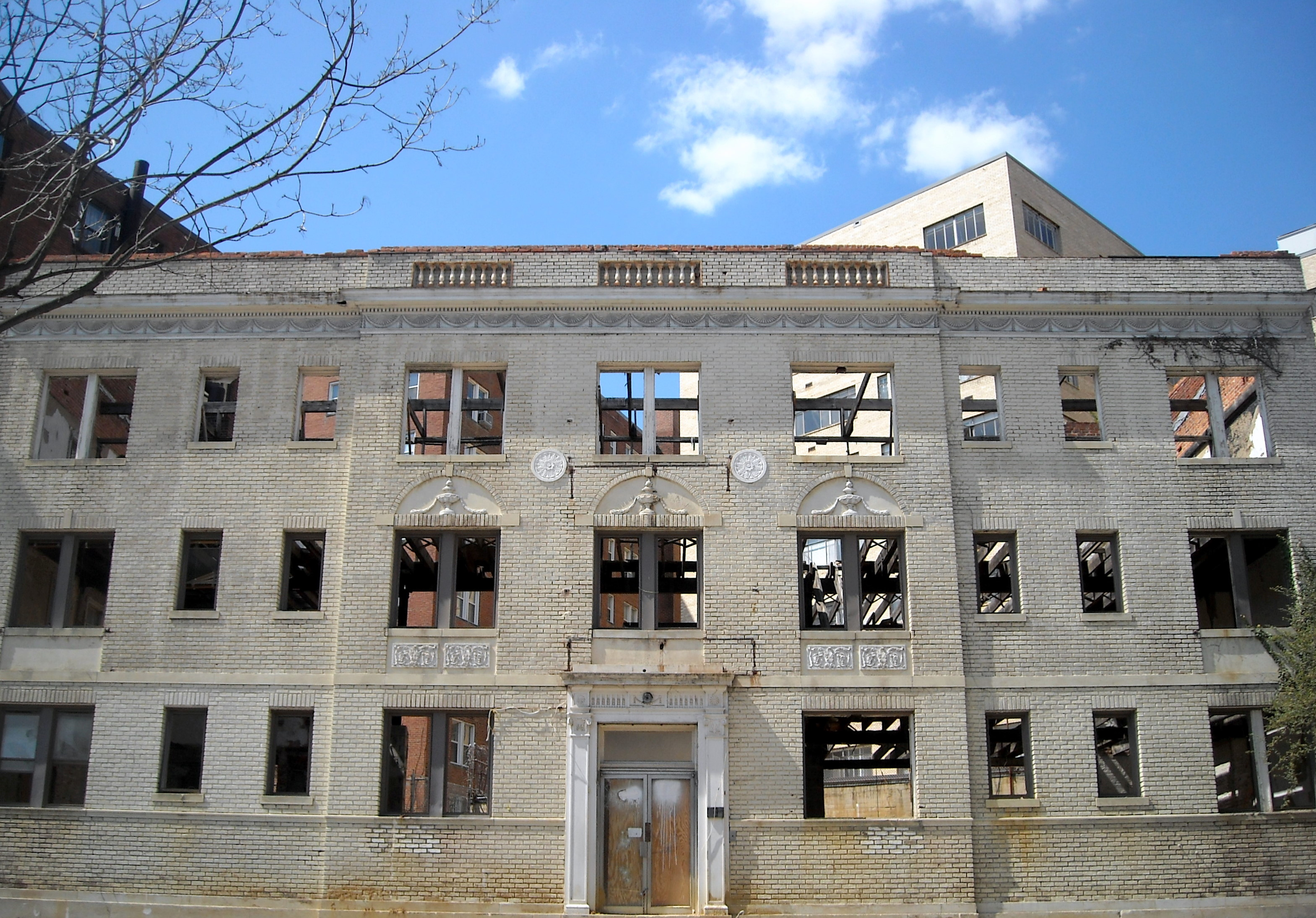
ساختمان متروکه‌ای در واشینگتن دی‌سی که به آپارتمان‌های باشکوه تبدیل می‌شود.

نوسازی بافت فرسوده،  یا در ادبیات تخصصی نوسازی محدوده شهری فرسوده توسعه محدوده شهری فرسوده یا توسعه دوباره یا بازتوسعه (به انگلیسی: Redevelopment)، به هر ساخت‌وساز جدیدی در یک مکان گفته می‌شود که دارای کاربری‌های پیشینی بوده‌است که؛ به مرور زمان عملکرد خود را از دست دادند و دچار یکی از عوامل فرسودگی شدند. این کار نشان‌دهنده فرایند استفاده از توسعه زمین برای احیای عملکرد فیزیکی، اقتصادی و اجتماعی در فضای شهری و منطقه شهری است.
نوسازی محدوده شهری فرسوده به مجموعه‌ای از اقدامات شهرسازی اطلاق می‌شود که با هدف ارتقاء ایمنی، کیفیت زندگی و کارآمدی کالبدی و عملکردی در مناطق شهری دارای فرسودگی ساختاری انجام می‌شود.

## تعریف
در ادبیات غیرتخصصی و دولتی ایران، بافت فرسوده شهری معمولاً به محدوده‌هایی اطلاق می‌شود که دارای سه شاخص از چهار معیار زیر باشند: ۱. ناپایداری سازه‌ای، ۲. ریزدانگی، ۳. نفوذناپذیری (دسترسی نامناسب)، ۴. کمبود خدمات و زیرساخت‌های شهری. این محدوده‌ها اغلب دارای مشکلات کالبدی، اجتماعی، اقتصادی و زیست‌محیطی هستند و قابلیت تاب‌آوری در برابر مخاطرات طبیعی به‌ویژه زلزله را ندارند.

## پیشینه
نخستین سیاست‌های رسمی برای نوسازی محدوده‌های فرسوده شهری در ایران، به اوایل دهه ۱۳۸۰ بازمی‌گردد. در سال ۱۳۸۴، «لایحه حمایت از احیاء، بهسازی و نوسازی بافت‌های فرسوده شهری» در هیئت دولت ایران تصویب شد و شرکت مادر تخصصی عمران و بهسازی شهری (که بعدها به شرکت بازآفرینی شهری ایران تغییر نام یافت) مسئولیت اجرای این سیاست‌ها را برعهده گرفت.

## اهداف
هدف اصلی از نوسازی محدوده‌های شهری فرسوده، بازگرداندن کارآمدی، ایمنی و هویت به فضاهای ناکارآمد شهری است. برخی از اهداف کلیدی این سیاست عبارت‌اند از:
- کاهش آسیب‌پذیری در برابر سوانح طبیعی
- ارتقاء خدمات و زیرساخت‌های شهری
- بهبود دسترسی و ایمنی معابر
- تقویت سرمایه اجتماعی محلات
- ارتقاء کیفیت سکونت و منظر شهری

## رویکردها
سیاست‌های نوسازی با توجه به شرایط محلی، ظرفیت‌های اقتصادی و میزان فرسودگی، با یکی از رویکردهای زیر پیگیری می‌شوند:
- تخریب و نوسازی کامل: اغلب در مناطق با ریسک بالا یا ساخت‌وسازهای غیرمجاز اعمال می‌شود.
- نوسازی مشارکتی در مقیاس قطعه یا بلوک: با همکاری مالکان و تسهیلگری دولت.
- باززنده‌سازی تدریجی محله‌ای: با حفظ جمعیت ساکن و ارتقاء کیفیت خدمات و فضا.

## چالش‌ها و نقدها
اگرچه سیاست نوسازی محدوده‌های شهری فرسوده اهداف توسعه‌ای را دنبال می‌کند، اما در عمل با چالش‌ها و نقدهایی مواجه بوده است:
- جابجایی اجباری و ازبین‌رفتن پیوندهای اجتماعی
- افزایش تراکم بدون افزایش کیفیت زندگی
- سوداگرایانه‌شدن پروژه‌ها توسط سازندگان و پیمانکاران
- ضعف در اجرای مشارکتی و کم‌توجهی به ساکنان بومی

## وضعیت کنونی
بر اساس آمار رسمی شرکت بازآفرینی شهری ایران، تا پایان سال ۱۴۰۳ حدود ۲۴۰ هزار واحد مسکونی در محدوده‌های شهری فرسوده کشور نوسازی شده‌اند. با این حال، حدود یک‌سوم جمعیت شهری ایران همچنان در نواحی زندگی می‌کنند که دارای حداقل یکی از شاخص‌های فرسودگی هستند.